# 橡膠吸頭

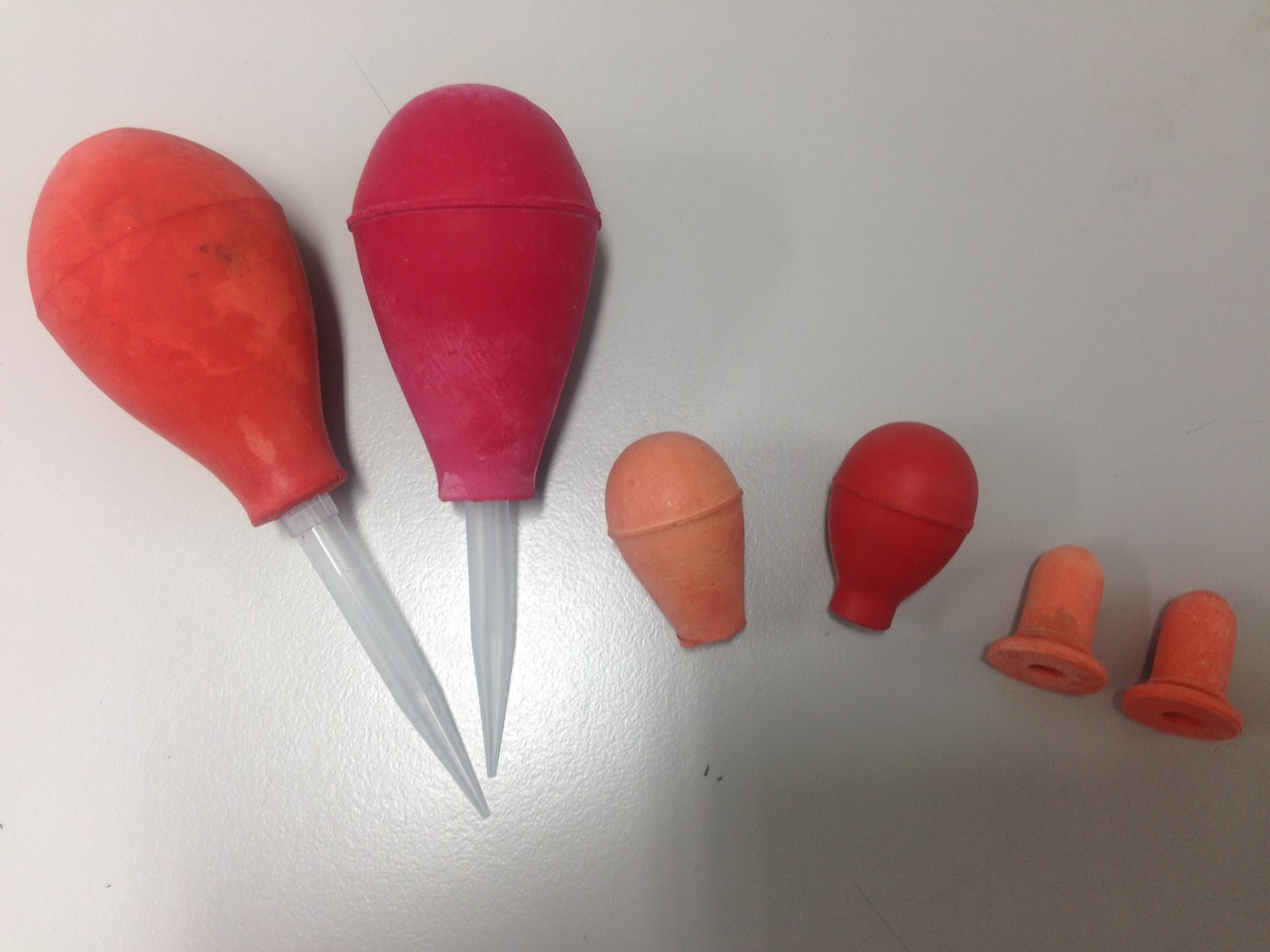
不同尺寸的橡膠吸頭

橡膠吸頭用於化學實驗室，可將它們放在玻璃或塑料管的頂部。它用作通過移液器或滴管吸取試劑的真空源，還有助於控制液體從滴瓶中流出。使用橡膠吸頭可以避免用嘴接觸化學品。這些橡膠頭有不同的形狀、大小和顏色。

## 替代品

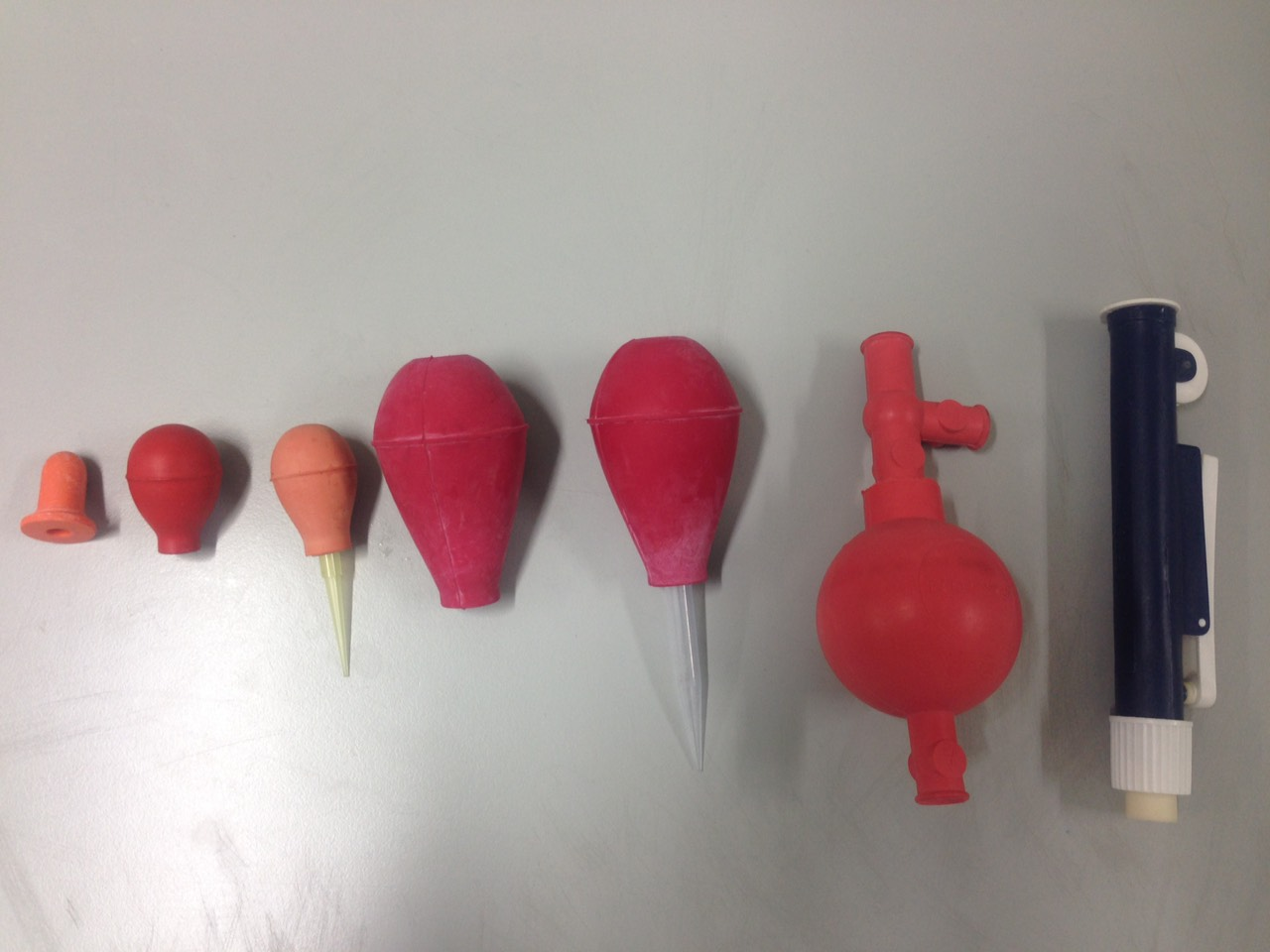
不同尺寸的橡膠吸頭、翻蓋式移液器填充器和輪式移液器填充器

橡膠吸頭也可以用輪式移液器填充器或翻轉式移液器填充器代替。翻蓋式移液器填充器有兩個閥門系統，並有一個可拆卸的頂部閥門，使清潔變得容易，並且可以用一隻手使用。塑膠輪式移液器有助於減少工作量，因為不需要擠壓。液體通過輪子運動被吸取，並且可以通過槓桿輕鬆釋放。它們也易於清潔。